# 녹색유황세균류
녹색유황세균류는 녹색유황세균문(綠色硫黃細菌門, Chlorobi) 또는 녹균문(綠菌門)에 속하는 세균의 총칭이다. 편성혐기성균으로 광독립영양 세균이다.

## 하위 분류
- 클로로비움강 (Chlorobea 또는 Chlorobia)
  - 녹색유황세균목 (Chlorobiales)
    - 녹색유황세균과 (Chlorobiaceae)[2]
- 이그나비박테리움강 (Ignavibacteria)
  - 이그나비박테리움목 (Ignavibacteriales)
    - 이그나비박테리움과 (Ignavibacteriaceae)